# خواكين غارسيا
خواكين غارسيا (بالإسبانية: Joaquín García Barbero) (12 يناير 1986 ببرشلونة في إسبانيا - ) هو لاعب كرة قدم إسباني في مركز الوسط. لعب مع نادي بادالونا ونادي غرامينيت ونادي كورنيا وأثنيكس أشنة ‏.

## وصلات خارجية
- خواكين غارسيا على موقع قاعدة بيانات كرة القدم.إي يو (الإنجليزية)
- خواكين غارسيا على موقع Soccerway.com (الإنجليزية)
- خواكين غارسيا على موقع AS.com (الإسبانية)